# Gontaud-de-Nogaret
Gontaud-de-Nogaret település Franciaországban, Lot-et-Garonne megyében. Lakosainak száma 1641 fő (2022. január 1.). Gontaud-de-Nogaret Agmé, Birac-sur-Trec, Fauguerolles, Fauillet, Hautesvignes, Longueville, Puymiclan és Varès községekkel határos.

## Népesség
A település népességének változása:
| Lakosok száma | 1550 | 1517 | 1518 | 1581 | 1663 | 1677 | 1695 | 1651 | 1630 | 1641 |
|               | 1968 | 1982 | 1990 | 2006 | 2013 | 2015 | 2017 | 2019 | 2020 | 2022 |